# عبد الواحد (اسم)
عبد الواحد هو اسم عربي يطلق على الذكور، وهو مستخدم في العهد الحديث كإسم وكلقب. وهو مكون من جزأين «عبد» و «الواحد». الواحد وهي اسم من اسماء الله الحسنى المذكورة في القرآن الكريم. اسم عبد الواحد قد يشير إلى: 
- عبد الواحد المراكشي
- عبد الواحد المخلوع
- عبد الواحد عزيز
- عبد الواحد العبد الجبار
- عبد الواحد الوكيل
- عبد الواحد محمد نور
- طارق عبدالواحد